# Vivica Genaux
Vivica Genaux, född 10 juli 1969 i Fairbanks, Alaska, är en amerikansk operasångerska (koloraturmezzo) med mycket internationell bakgrund. Hennes far är professor av belgisk-walesisk härkomst och modern språklärare av schweizisk-tysk härkomst.
Genaux är känd för sin extrema sångteknik och hennes extremt snabba koloratur gör att hon kan sjunga det mesta, från belcanto till barock. Hennes personliga tolkningar av Rossini-operor gör henne i viss mån omstridd. Men hennes arbete med barockmusik, framförallt den som skrivits för kastratsångaren Farinelli är kritikerrosad.
Genaux fick sin skolning av Nicola Rossi-Lemeni och Virginia Zeani vid Indiana University i Bloomington och debuterade med ”Rosina” i Rossinis Barberaren i Sevilla. Hon har efter det också sjungit ”Isabella” i Italienskan i Alger och ”Angelina” i Askungen, båda operorna är skrivna av Rossini. Hennes belcantokarriär löpte på och hon har sjungit på de flesta operahusen i Nordamerika och Europa, bland annat Metropolitan.
Hennes röst bär ibland ganska maskulina drag, vilket har gjort att hon sjungit många byxroller och passar bra att sjunga manliga roller som förr sjöngs av kastratsångare. Därför har hon på senare år övergått till att sjunga tidig musik och den första barockoperan hon sjöng i var Arminio. Sedan dess har hon utvidgat sin repertoar med ”Irene” i Vivaldis Bajazet, ”Rinaldo” i Händels opera med samma namn, ”Juno/Ino” i Händels Semele, ”Selimo” i Johann Adolph Hasses Solimano m.fl. Men hon har också fortsatt sjunga belcanto, bland annat Semiramide av Rossini.